# Hoe niet?
Hoe niet? is een lied van de Nederlandse rappers Mensa en Saaff. Het werd in 2021 als single uitgebracht.

## Achtergrond
Hoe niet? is geschreven door Jethro Lobo, Nerch Frimpong, Rino Sambo, Thomas Blond en geproduceerd door Rino Sambo. Het is een lied uit het genre nederhop en de eerste hitsingle waarin de twee rappers samen te horen zijn. In 2022 werkten de artiesten opnieuw samen op het nummer Misschien. De single heeft in Nederland de gouden status.

## Hitnoteringen
De rappers hadden bescheiden succes met het lied in de Nederlandse hitlijsten. Het piekte op de dertigste plaats van de Single Top 100 en stond dertien weken in deze lijst. Er was geen notering in de Top 40, maar het kwam tot de zeventiende plek van de Tipparade.